# Лимбомбе, Брайан
Брайан Майкл Лимбомбе Эканго (нидерл. Bryan Michael Limbombe Ekango; род. 14 мая 2001, Мехелен, Фламандский регион) — бельгийский футболист, вингер клуба «Хераклес».

## Клубная карьера
Лимбомбе — воспитанник клубов «Мехелен», «Зюлте-Варегем» и «Генк». 19 января 2020 года в матче против «Зюлте-Варегем» он дебютировал в Жюпиле лиге в составе последнего. Летом 2021 года Лимбомбе перешёл в нидерландскую «Роду», подписав контракт на два года. 10 сентября в матче против НАК Бреда он дебютировал в Эрстедивизи. 17 сентября в поединке против ТОП Осс Брайан сделал «дубль», забив свои первые голы за «Роду».
Летом 2023 года Лимбомбе перешёл в «Хераклес», подписав контракт на четыре года. 12 августа в матче против амстердамского «Аякса» он дебютировал в Эредивизи. 2 сентября в поединке против «Эксельсиора» Брайан забил свой первый гол за «Хераклес».